# Guido Monzino
Graf Guido Monzino (* 2. März 1928 in Mailand; † 11. Oktober 1988 ebenda) war ein italienischer Bergsteiger und Forscher. Er leitete 1973 die erste italienische Expedition zur Besteigung des Mount Everest.

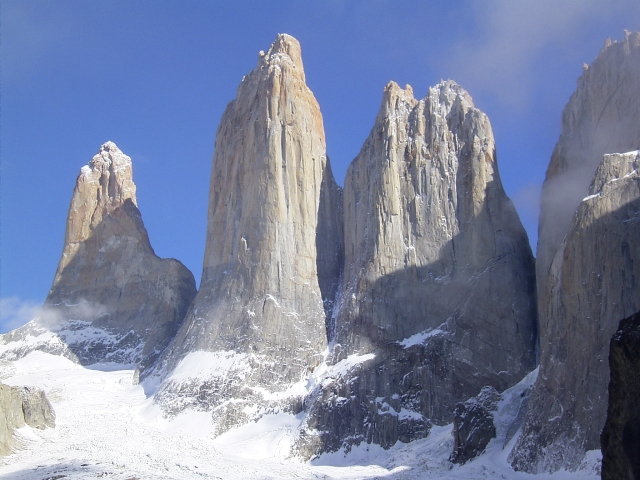
Torres del Paine: Monzino war der Erste, der den nördlichen Gipfel bestieg

## Leben
Monzino wurde am 2. März 1928 in Mailand geboren. In seinen frühen zwanziger Jahren bestieg er schon das Matterhorn. Im Laufe der Jahre absolvierte er 21 Expeditionen, die ihn nach Patagonien, Äquatorialafrika, Grönland, zum Nordpol und in den  Himalaya führten. Dabei unternahm er auch Touren, die schon der erste berühmte italienische Forscher und Bergsteiger Luigi Amadeo von Savoyen (1873–1933) unternommen hatte.
Guido Monzino starb am 11. Oktober 1988 und wurde auf dem Grundstück der Villa del Balbianello am Ufer des Comer Sees, seiner letzten Unterkunft, beigesetzt. In seiner Villa ist heute ein Museum untergebracht, in dem sich von ihm gesammelte Artefakte befinden, wie Skulpturen der Inuit, aber auch Überreste von seinen Expeditionen, wie Hundeschlitten seiner 1971 durchgeführten Nordpol-Expedition. Auch seine Sammlungen, Karten und Bücher sind dort ausgestellt.

## Expeditionen
- 1955 Westafrika – Senegal, Guinea und Côte d’Ivoire
- 1956 Westliche Alpen in Italien und der Schweiz  – Grandes Murailles
- 1957–1958 Patagonien Anden – Torres del Paine,  inklusive der Erstbesteigung des nördlichen Gipfels
- 1959 Karakorum, Pakistan – inklusive Erstbesteigung des Kanjut Sar I durch Camillo Pellissier
- 1959–1960 Äquatorial-Afrika – Kilimandscharo
- 1960 Westgrönland bis zum 66. Breitengrad nord
- 1960–1961 Äquatorial-Afrika – Mount Kenya
- 1961 Westgrönland –  74. Breitengrad nord
- 1961–1962 Äquatorial-Afrika – Ruwenzori
- 1962 Westgrönland – 72. Breitengrad nord mit dem Schlitten
- 1962 Westgrönland – 77. Breitengrad nord
- 1963 Ostgrönland
- 1963–1964 Sahara – Tibesti
- 1968 Westgrönland – Nautische Expedition
- 1969 Westgrönland – vun Ilulissat nach Qaanaaq per Schlitten
- 1969 71. italienische Expedition zum Nordpol
- 1970 Von Qaanaaq to Kap Columbia
- 1970 Westgrönland, nautische Expedition
- 1971 Von Kap Columbia zum Nordpol per Schlitten
- 1973 Himalaya, Nepal – Leiter der ersten italienischen Expedition zur Besteigung des Mount Everest